# Sarah Miles
Sarah Miles, född 31 december 1941 i Ingatestone, Essex, är en brittisk skådespelare.

## Karriär
Dotter till en förmögen affärsman, började hon studera som femtonåring vid Royal Academy of Dramatic Art. Hon gjorde filmdebut 1962 som sexuellt brådmogen skolflicka som förför skolans rektor, spelad av Laurence Olivier i filmen Otillbörligt närmande. På 1960- och 1970-talen betraktades hon som en av brittisk films mest lovande aktriser.
Hon var gift med pjäsförfattaren Robert Bolt, först 1967 till 1975 och sedan från 1988 fram till hans död 1995.

## Filmografi (i urval)
- 1962 – Otillbörligt närmande
- 1963 – Betjänten
- 1965 – Dessa fantastiska män i sina flygande maskiner
- 1966 – Blow-up – förstoringen
- 1970 – Ryans dotter
- 1972 – Lady Caroline Lamb
- 1973 – Flykten genom vildmarken
- 1978 – The Big Sleep
- 1984 – Dödligt alibi
- 1987 – Vitt illdåd
- 1987 – Hope and Glory